# Kombrig
Kombrig o Combrig (cirillico: комбриг) abbreviazione di командир бригады (traslitterato: komandir brigady), fu un grado militare usato nell'Armata Rossa, equivalente al comandante di brigata, tra il 1935 ed il 1940, anche se qualche graduato lo conservò fino al 1941. Precedentemente al 1935 il grado era Comandante di brigata assistente comandante di divisione (cirillico: Помощник командира дивизии Командир бригады; translitterato: Pomoščnik komandira divizii komandir brigady). Kombrig era superiore al polkovnik (colonnello) ed inferiore al Komdiv (comandante di divisione). Quando il grado di generale venne reintrodotto nel luglio 1940 la maggior parte dei kombrig furono "retrocessi" al grado di polkovnik, mentre alcuni hanno ricevuto il grado di maggior generale. Il grado corrispondente nella Marina Sovietica era quello di Capitano di 1° rango poi sostituito a partire dal 1940 dal grado di contrammiraglio, mentre il grado di Capitano di 1° rango è stato riservato ai comandanti di vascello.

## Storia
Il grado venne introdotto dal Comitato esecutivo centrale dell'Unione Sovietica e dal Consiglio dei commissari del popolo il 22 settembre 1935. La carica politica equivalente era quella di Commissario di Divisione (russo: Дивизионный комиссар; translitterato: Divizionnyj Komissar) presente in tutti i rami delle forze armate. Con la reintroduzione dei gradi militari nel 1940 il grado venne abolito e sostituito dal grado di Tenente generale.
La scala gerarchica era la seguente:
- Comando a livello di Brigata X: Kombrig (Brigadiere)
- Comando a livello di Divisione XX: Komdiv  (Comandante di Divisione)
- Comando a livello di Corpo XXX: Komkor (Comandante di Corpo)
- Comando a livello d'Armata XXXX: Komandarm 2º rango (Comandante d'armata di 2 rango – Comandante d'armata)
- Comando a livello di Gruppo d'armate, Fronte XXXXX: Komandarm 1º rango (Comandante d'armata di 1° rango – Comandante di Fronte)
- Maresciallo dell'Unione Sovietica

In alcuni casi il grado è rimasto in vigore fino al 1943 nelle seguenti especialità:
- Commissario di brigata (russo: бригадный комиссар; translitterato: Brigadnyj Komissar)
- Brigadiere del genio (russo: бригинженер; translitterato: Briginžener; letteralmente brigadiere del corpo degli ingegneri)
- Brigadiere dell'intendenza (russo: бригинтендант; translitterato: Brigintendant)
- Brigadiere medico (russo: бригврач; translitterato: Brigvrač)
- Brigadiere Veterinario (russo: бригветврач; translitterato: Brigvetvrač)
- Brigadiere giuridico-militare (russo: бригвоенюрист; translitterato: Brigvoenjurist)

| Gradi militari dell'Impero russo, dell'Unione Sovietica e della Federazione Russa |                               |                                                        |
| Grado inferiore Комаndir pоlка (Командир полка)                                   | Kombrig (Комбриг)             | Grado superiore Komdiv (Комдив)                        |
| Grado inferiore Polkovnik (Полковник)                                             | General-Major (Генерал-майор) | Grado superiore Lieutenant general (Генерал-лейтенант) |

## Insegne di grado

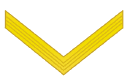
distintivo da manica
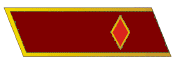
Mostrina per colletto della camicia
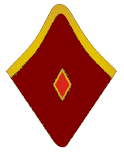
Mostrina per colletto del cappotto